# H.I.T.
H.I.T. is een Vlaamse komische actiefilm uit 2017, geregisseerd door Matthias Temmermans rond De Romeo's.

## Verhaal
Er is onenigheid tussen de Romeo's. Chris is boos nu Davy te laat is bij een belangrijk optreden met andere Vlaamse artiesten. Wanneer een van de artiesten backstage wordt aangevallen, komt Davy tussenbeide. De 2 andere Romeo's kunnen hun ogen niet geloven, en eisen een verklaring van Davy. Davy legt aan zijn vrienden uit dat hij een undercoveragent is binnen de H.I.T.-missie.

## Rolverdeling
| Acteur             | Personage                          |
| ------------------ | ---------------------------------- |
| Davy Gilles        | Zichzelf                           |
| Chris Van Tongelen | Zichzelf                           |
| Gunther Levi       | Zichzelf                           |
| Sasha Rosen        | Katie MacKlyte                     |
| Willy Sommers      | Zichzelf                           |
| Lindsay De Bolle   | Zichzelf                           |
| Serge Quisquater   | Zichzelf                           |
| Belle Perez        | Zichzelf                           |
| Jan Smit           | Zichzelf                           |
| Annelies Boel      | Barbara, vriendin van Gunther Levi |
| Marijn Devalck     |                                    |
| Ann Ceurvels       |                                    |
| Kurt Defrancq      |                                    |
| Aiko Vanparys      |                                    |
| Nicole Josy        |                                    |
| Hugo Sigal         |                                    |